# Migala (banda)
Migala fue un grupo de rock experimental con inclinación por dotar a sus canciones de ambientes y aires cinematográficos e hipnóticos. La banda, proveniente de Madrid (España), y que estuvo activa entre 1996 y 2005, consiguió un sonido reconocible por sus complejos y variados arreglos musicales a menudo catárticos, muy influenciados por el rock anglosajón, el pop, el folk y ciertas músicas tradicionales españolas. Normalmente el idioma elegido para las letras era el inglés. La formación fue cambiando, sobre todo ampliándose a lo largo de los nueve años de vida. 
En sus primeras maquetas, Migala aún era un proyecto abierto de colaboración coordinado por Abel Hernández. Tales maquetas fueron grabadas con un aparato 4 pistas de casete Tascam Portaone y terminadas en 1996. En septiembre de ese año comenzaron los primeros ensayos de una formación que incluía a Abel Hernández, José Zapata, Diego Yturriaga, Rodrigo Hernández, Jordi Sancho y Rubén Moreno. A finales de noviembre de 1996, tras un concierto como teloneros de Smog en la Sala Maravillas de Madrid, fichan por el sello español Acuarela.  
Tras la grabación de diciembre 3 a. m., y ya sin José Zapata y con Coque Yturriaga, giran conjuntamente con Will Oldham, para quien además hacen de banda. 
Nacho Vegas, exguitarrista de Manta Ray, comenzó con una pequeña colaboración, grabando un theremin en dos de las canciones de Así duele un verano, pero posteriormente se incorporó a la Migala desde Arde hasta La Increíble Aventura, al mismo tiempo que grababa discos con el proyecto Diariu o bajo su propio nombre.  
Tras Restos de un incendio, se incorporan Kieran Stephen al bajo y Nacho R. Piedra encargándose de la producción visual en disco y en directo. 
Publicaron cuatro álbumes, que obtuvieron una gran acogida de crítica y público en España y otros países como Francia, Bélgica, Alemania, Holanda, Portugal, Italia o Estados Unidos. Sus giras los llevaron a tocar en directo y a licenciar o distribuir sus discos en todos esos países. 
En 2005 deciden dar por terminado el proyecto con un último concierto en el Festival Internacional de Benicàssim (FIB). 
A partir de ese momento, los miembros de la banda siguen participando en diversos proyectos musicales.
Abel Hernández ha publicado varios álbumes, singles y EP con su proyecto personal de canciones en castellano El Hijo.
Coque Yturriaga ha dado vida a proyectos como Num 9 y Peakmood.
Kieran Stephen grabó bajo el nombre de Fantasy Bar junto a algunos de sus antiguos compañeros en Migala (Jordi Sancho, Diego Yturriaga y Rubén Moreno).

## Discografía
- Diciembre 3 a.m. (1997, Acuarela)
- Así duele un verano (1998, Acuarela)
- Así duele un verano + The North on Fire EP (2 CD, Labels, France, 2000)
- Arde (2000, Acuarela)
- Restos de un incendio (2002, Acuarela)
- La increíble Aventura (2004, Acuarela)
- The Best of Migala (2014, Acuarela)

### Sencillos
- Piedrita / Finnegans's Late (Single, Elefant, 1999)
- A tribute to The Cure: Plainsong (CD-Single, Acuarela, 2000)
- The North of Fire / Sad Corner Song (Single, Sub Pop, 2000)